# Tom Reed (Drehbuchautor)
Tom Reed (* 24. Dezember 1901 in Shelton, Washington, USA; † 17. August 1961 in Long Beach, Kalifornien, USA) war ein US-amerikanischer Drehbuchautor.

## Leben
Reed war ab Mitte der 1920er Jahre im Filmgeschäft tätig. Sein erstes eigenständiges Drehbuch wurde 1929 verfilmt. Bis 1952 war er ausschließlich an Kinoproduktionen beteiligt, danach wandte er sich auch dem Fernsehen zu und schrieb Drehbücher zu Serien wie Crossroads und The Adventures of Jim Bowie. Sein letztes umgesetztes Drehbuch stammt aus dem Jahr 1960 für eine Folge der Serie Wyatt Earp greift ein. In seiner Karriere war Reed an rund 80 Film- und Fernsehproduktionen beteiligt. 
1955 waren er und Jed Harris für ihre Arbeit an dem Film Das unsichtbare Netz in der Kategorie Beste Originalgeschichte für den Oscar nominiert.

## Filmografie (Auswahl)
- 1927: Der einsame Adler (The Lone Eagle)
- 1928: Der Friedensrichter von Jacksonville (The Rawhide Kid) (Zwischentitel)
- 1928: Zwei junge Herzen (Lonesome)
- 1929: Die letzte Warnung (The Last Warning)
- 1929: Broadway (Zwischentitel der stummen Version)
- 1929: Zarte Schultern (Scandal)
- 1929: Illusion (The Last Performance)
- 1929: Erfahrene Frau gesucht (Synthetic Sin)
- 1930: Galgenvögel (Hell’s Heroes)
- 1931: Waterloo Bridge
- 1931: The Bad Sister
- 1932: Mord in der Rue Morgue (Murders in the Rue Morgue)
- 1932: Gesetz und Ordnung (Law and Order)
- 1934: Babbitt
- 1935: The Case of the Curious Bride
- 1942: Die Freibeuterin (The Spoilers)
- 1942: Pittsburgh
- 1944: Up in Mabel’s Room
- 1951: Drei auf Abenteuer (Soldiers Three)
- 1953: Allen Gefahren zum Trotz (Back to God’s Country)
- 1954: Das unsichtbare Netz (Night People)